# Martînivske, Voznesensk
Martînivske (în ucraineană Мартинівське) este un sat în comuna Vokzal din raionul Voznesensk, regiunea Mîkolaiiv, Ucraina.

## Demografie
Componența lingvistică a localității Martînivske
     Ucraineană (78,97%)
     Rusă (11,9%)
     Română (9,13%)
Conform recensământului din 2001, majoritatea populației localității Martînivske era vorbitoare de ucraineană (78,97%), existând în minoritate și vorbitori de rusă (11,9%) și română (9,13%).